# 坂田英治
坂田 英治（さかた えいじ、1930年（昭和5年）5月5日 - 2024年（令和6年）10月31日）は、日本の医師。埼玉医科大学名誉教授。順天堂大学医学部卒、東京大学大学院博士課程修了、医学博士。静岡県生まれ。
「めまい」「耳鳴り」の治療研究に精力的に取り組み、その先駆者として後進の指導にあたった。

## 眼振の研究
めまいの原因である病巣の位置の確認に取り組む。フレンツェル眼鏡の診察による病巣の位置と、外科的に開かれた脳における病巣の位置を確認し、眼振の診断と脳の外科手術で眼振診断が正しいことをまとめた論文内容が「内科診断学」という専門書に掲載された。

## 著明な実績
「めまい」「耳鳴り」の治療研究

## 代表作
『臨床神経耳科学入門』坂田英治著（医歯薬出版）